# Shecḥitah

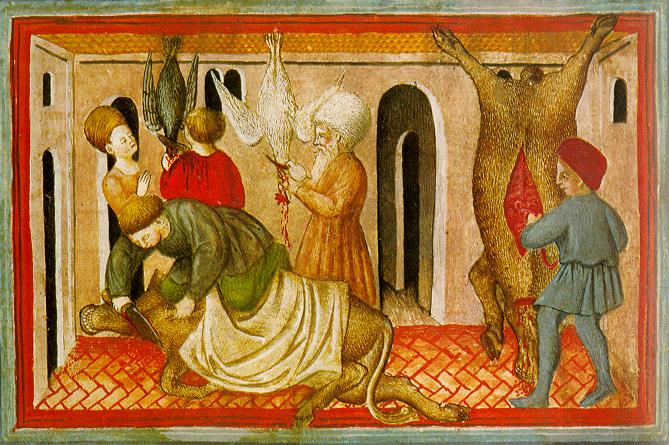
Illustrazione della shecḥitah del XV secolo.

Nella religione ebraica la shecḥitah è la macellazione kashèr degli animali permessi dall'Halakhah, al fine di utilizzarne le parti per l'alimentazione umana, con l'esclusione del sangue, di alcune parti grasse e di altre parti dell'animale non ammesse. L'animale deve essere ucciso "con rispetto e compassione" da uno shocḥet (in ebraico שוחט‎?, "macellaio rituale"), un ebreo religioso che abbia ricevuto la rispettiva licenza e sia stato addestrato. L'atto viene eseguito tagliando trachea, esofago, arteria carotide comune, vena giugulare e nervo vago in un intervento rapido del solo shocḥet qualificato, che esegue con lama (chiamata ḥalef; pronuncia italiana: /kaˈlɛf/, /xaˈlɛf/ o /haˈlɛf/) estremamente affilata. 
Ne risulta un calo istantaneo di pressione sanguigna al cervello e la perdita irreversibile di coscienza. Secondo le fonti religiose ebraiche, l'animale è ora insensibile al dolore e si dissangua in modo preciso, veloce e indolore. L'animale può essere posizionato in svariate maniere; quando l'animale giace di schiena, ci si riferisce con il termine shecḥitah munachat (in ebraico שחיטה מונחת‎?); in posizione eretta, con shecḥitah me'umedet (in ebraico שחיטה מעומדת‎?). Prima della macellazione, l'animale deve esser comprovato sano, senza ingiurie e adatto.
Se i quarti posteriori dei mammiferi kashèr devono essere mangiati dagli ebrei, allora si devono espurgare - ripuliti di vene e ḥelev (grassi del grande omento e tendini) seguendo una procedura rigorosa chiamata niqqur in ebraico (o incisione; giudeo-tedesco: treiber; turco: kanadarik; inglese: porging).

## Fonti bibliche
La Torah (Deut 12.21) afferma che gli ovini e i bovini devono essere macellati "come ti ho prescritto", ma nessuna delle pratiche di shecḥitah viene descritta nella Torah stessa. Tali pratiche sono invece tramandate dall'ebraismo tradizionale della Torah Orale e codificate nella halakhah da varie fonti, tra le quali la più importante è rappresentata dal codice canonico Shulchan Aruch.
Nell'Alto Medioevo, si diffuse la proibizione del sangue animale e del consumo dei quarti posteriori ai quali non fossero stati asportati una serie di nervi e vene. La pratica di elezione per il macello degli animali consisteva in un colpo veloce e profondo alla gola dell'animale, da effettuarsi con una lama di coltello perfettamente affilata e liscia.

## Loshocḥet
Per adempiere alla legge basilare di shecḥitah, gran parte della trachea e dell'esofago del mammifero, o la maggioranza di uno dei due nel caso degli uccelli, deve essere inciso con un movimento orizzontale oscillante continuo (a sega) senza violare una delle cinque principali tecniche proibite o altre regole più dettagliate. Tali cinque tecniche comprendono: pressatura, pausa, lacerazione, perforatura e copertura. Lo shocḥet deve aver studiato queste leggi e dimostrato una padronanza totale dei rispettivi contenuti; deve inoltre essere addestrato attentamente prima che gli sia permesso di affrontare da solo la macellazione "shecḥt".

## Il coltello
Il coltello usato per la shecḥitah viene chiamato ḥalaf dagli ashkenaziti oppure sakin (ebraico: סכין) da tutti gli ebrei. Secondo la legge ebraica, il coltello può esser fatto di qualsiasi materiale non direttamente o indirettamente connesso al suolo e in grado di essere affilato e lucidato per il necessario livello di taglio ed efficienza necessari alla shecḥitah. Il Minhag permette l'uso di un coltello metallico.
Il coltello deve essere minimo 1,5 o 2 volte più lungo della larghezza del collo dell'animale, a seconda della specie dell'animale e il numero di recisioni necessarie per abbattere l'animale stesso, ma non tanto lungo da pesare più del peso della sua testa. Se il coltello è troppo largo, si presume che possa causare pressature (proibite). Il coltello non deve avere la punta, poiché si teme che la punta possa scivolare e provocare una perforatura (proibita). Il filo della lama non deve essere seghettato, dato che le dentellature potrebbero causare strappi.
La lama non deve avere imperfezioni. Tutte le lame vengono considerate imperfette secondo la Legge ebraica, quindi il coltello deve essere controllato prima di ogni sessione. Lo shocḥet deve far scorrere un'unghia lungo tutte le parti della lama e sul suo filo tagliante, per determinare se ci siano imperfezioni. Dopodiché utilizza un certo numero di pietre abrasive per affilare e forbire la lama fintanto che essa sia perfettamente affilata e levigata. Dopo la macellazione, lo shocḥet deve nuovamente controllare il coltello nello stesso modo, per essere certo che la prima ispezione sia stata corretta, e per assicurarsi che la lama non sia stata danneggiata durante la shecḥitah. Se si comprova che la lama si è danneggiata, la carne non può essere consumata da ebrei. Se la lama cade o viene perduta prima del secondo controllo, si convalida la prima ispezione e la carne è permessa.
Nei secoli passati il ḥalef era fatto di acciaio forgiato, che non rifletteva luce ed era difficile rendere affilato e levigato. Il Baal Shem Tov, temendo che i sabbatani stessero graffiando i coltelli in un modo non normalmente rilevabile, introdusse il halef chassidico ("Hasidische Hallaf"), che differiva dal coltello precedentemente usato nella composizione metallica: era fatto di acciaio fuso e lucidato a specchio, in modo che qualsiasi graffio potesse esser sia visto che sentito al tatto. Tale nuovo coltello suscitò controversie e fu una delle ragioni elencate nel "Brody cherem" (alta censura di Brody) per la scomunica del chassidismo. Oggi il ḥalef chassidico è l'unico che sia disponibile sul mercato per la shecḥitah e viene accettato universalmente.

### Le cinque tecniche conḥalef(sakin) proibite
- שהייה Shehiyah, "ritardo" o "pausa" — Una pausa di esitazione durante l'incisione, anche di un solo momento, rende non kashèr la carne dell'animale. Il coltello deve essere mosso in una scansione ininterrotta. La shehiyah avviene se lo shocḥet ferma accidentalmente il procedimento di macellazione dopo che la trachea e l'esofago sono stati tagliati, ma prima che siano stati recisi del tutto. Una pausa può avvenire accidentalmente se le contrazioni muscolari nel collo dell'animale tirano uno di questi organi fuori contatto dalla lama. Questo ultimo caso è abbastanza frequente con i tacchini.
- דרסה Derasah, "pressatura" o "pressione" — Il coltello deve tagliare lungo la gola con mozioni oscillanti (avanti e indietro), e non premendo o intaccando. Qualsiasi pressione eccessiva rende non kashèr l'animale. La derasah è l'azione proibita che avviene quando lo shocḥet spinge il coltello nella gola dell'animale e affetta invece di tagliare scorrendo, oppure posiziona l'animale impropriamente, in modo da causare alla testa di premere contro la lama mentre muore, o lo shocḥet deve pressare il coltello sulla gola contro la forza di gravità. Alcuni[13] sostengono che sia proibito tenere l'animale in posizione eretta durante la shecḥitah, a causa della proibizione di derasah (pressatura); affermano che l'animale debba stare sulla schiena, adagiato su un fianco, o sospeso sottosopra tramite una corda o catena, oppure – come vien fatto nella maggioranza delle macellerie commerciali – posto in una recinzione che trattenga gli arti dell'animale mentre è sul dorso per la macellazione. Tuttavia uno shocḥet esperto riesce a macellare l'animale in posizione verticale senza premere il coltello
- חלדה Ḥaladah, "perforazione" o "copertura" — Il coltello deve essere passato sulla gola in modo che sia visibile mentre si esegue la shecḥitah. Non deve trafiggere il collo o essere coperto da pelliccia, pelle, o piume nel caso di un uccello. La ḥaladah si verifica quando lo shocḥet accidentalmente tagli la gola dell'animale così profondamente che l'intera larghezza del coltello scompare nella ferita, oppure utilizzi un coltello che è troppo corto cosicché l'estremità scompare nella ferita, o se un corpo estraneo cade sul coltello e quindi lo shocḥet perde di vista l'incisione.
- הגרמה Hagramah, "slittamento" — I limiti nei quali il coltello può tagliare partono dall'anello largo della trachea fino alla cima del lobo superiore del polmone quando è in inspirazione, e corrisponde alla lunghezza della faringe. La macellazione sopra o sotto tali limiti rende la carne non kashèr.
- עיקור Iqqur, "lacerazione" — Se l'esofago o la trachea vengono lacerati durante l'incisione di shecḥitah, tutta la carcassa diviene non kashèr e non può essere consumata da ebrei. L'iqqur avviene quando lo shocḥet accidentalmente utilizza un ḥalef con lama imperfetta, graffiata o intaccata, ove una sezione della lama sia inferiore alla sua superficie.[14][15][16]

### Donativi
Una volta che l'animale è stato controllato e riscontrato kashèr, è mitzvah (comandamento) che lo shocḥet doni la zampa anteriore, le guance e l'abomaso della carcassa a un kohen. Il Beth Din, in base all'interpretazione di questo obbligo, ha la facoltà secondo l'autorità halakhica di scomunicare quello shocḥet che si rifiutasse di eseguire la citata mitzvah. Ad ogni modo è preferito che sia lo shocḥet stesso a rifiutarsi di fare la shecḥitah a meno che il proprietario dell'animale non consenta al donativo.
I Rishonim avvertono che lo shocḥet non può prendere come scusa che, poiché l'animale non gli appartiene, lui non possa fare il donativo se il proprietario non acconsente. Al contrario, dato che si presume che lo shocḥet medio sia ben erudito ed esperto delle "Leggi della shecḥitah" ("Dinnei shecḥitah"), il Beth Din ha fiducia che lo shocḥet di sua iniziativa non esegua la shecḥitah se il proprietario rifiuti di fare il donativo:
(Shulchan Gavoah a Yoreh Deah 61:61)

### Regole minori
Il sangue dell'animale non può essere raccolto in un recipiente, una cavità, o un bacino d'acqua, poiché questi rassomigliano ad antiche forme di adorazione idolatra. Se lo shocḥet accidentalmente macella con un coltello dedicato all'adorazione di idoli, deve asportare una quantità di carne equivalente al valore del coltello e distruggerla. Se ha macellato di proposito con tale coltello, l'animale diviene proibito come non kashèr. È proibito macellare un animale di fronte ad altri animali, o macellare un animale e il suo piccolo nello stesso giorno, anche separatamente. Ciò è vietato in tutti i modi, indistintamente da quanto distante siano gli animali tra di loro. Il "piccolo" di un animale può essere sia la sua propria prole oppure un altro animale che lo segua costantemente, anche se di altra specie.

## Preparazione del corpo
L'animale deve essere kashèr. Per i mammiferi ciò si limita ai ruminanti che hanno lo zoccolo fesso (cioè spaccato in due parti). Per gli uccelli la questione è più complicata. Biblicamente, tutti gli uccelli che non siano specificamente esclusi in Deuteronomio 14.12–18 sono permessi, ma secondo la legge rabbinica, sono permessi solo quegli uccelli che per tradizione sono commestibili.
L'animale kashèr non può essere stato ucciso con un colpo d'arma da fuoco da un cacciatore, o decapitato con accetta, metodo comune per secoli, o stordito, come è d'uso nelle macellerie moderne a partire dalla prima metà del XX secolo, poiché si considera che in questi modi l'animale verrebbe danneggiato, invalidando così la shecḥitah, e rendendo la carne treifa (non kashèr). Dopo la shechitah di mammiferi, lo shochet deve palpeggiare l'area intorno ai polmoni per controllare se ci siano croste, aderenze o altre lesioni, che renderebbero non kashèr l'animale.

### Bedikah
L'animale deve essere controllato nuovamente, dopo la shecḥitah, per accertare che non ci siano ingiurie interne che lo rendevano malsano prima della macellazione, ma che non erano visibili in quel momento perché, appunto, interne. L'ispettore deve controllare che certi organi, come per esempio i polmoni, non abbiano cicatrici che renderebbero l'animale treif (non kashèr).

### Glatt
Glatt significa "liscio" in tedesco e in yiddish.
Nel contesto della carne kashèr, ciò si riferisce alla morbidezza/perfezione, o quindi assenza di imperfezioni, degli organi interni dell'animale. Nel caso particolare di croste o lesioni sui polmoni di una vacca, esiste tuttora un dibattito in merito alle usanze ashkenazite e quelle sefardite. Gli ebrei ashkenaziti asseriscono che, se la parte imperfetta può essere rimossa e i polmoni sono ancora "ermetici" (a tenuta d'aria) (procedimento che viene testato col riempimento dei polmoni di aria e poi sommergendoli in acqua, controllando che non fuoriesca aria), allora l'animale è ancora kashèr; mentre gli ebrei sefarditi ritengono che se l'animale possiede qualsiasi tipo di cicatrice, imperfezione o lesione sui polmoni, allora l'animale non è kashèr. "Carne glatt" letteralmente significa che l'animale ha soddisfatto tutti i rigorosi requisiti sefarditi.

### Epurazione

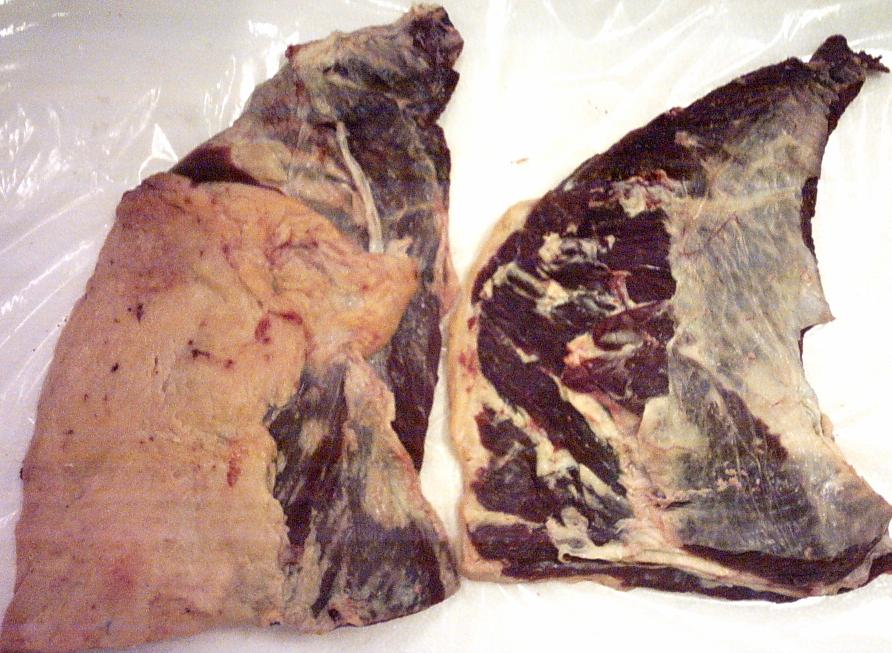
Due tagli di bistecca. Quello di sinistra è ricoperto da uno strato di ḥelev reale, quello di destra ha solo dei tendini non kashèr (Krumim).

Dopo che l'animale è stato interamente ispezionato, ci sono ancora alcune fasi da eseguire prima che esso possa essere venduto come kashèr. La Torah proibisce la consumazione di certi grassi e organi, come i reni e gli intestini, e quindi devono essere rimossi dall'animale. Questi grassi sono tipicamente noti come ḥelev (ebraico: חלב, khelev o ẖelev). Esiste inoltre una proibizione biblica sul mangiare il nervo sciatico (gid hanasheh), e quindi anch'esso viene rimosso.
La rimozione del ḥelev e del gid hanasheh, chiamata nikkur, è considerata complessa e tediosa, e quindi intensamente laboriosa: ne consegue che un ulteriore addestramento specialistico sia necessario per poterla eseguire appropriatamente. Mentre le minori quantità di ḥelev nella parte frontale dell'animale sono abbastanza facili da asportare, la parte posteriore dell'animale è molto più complicata, ed è dove si trova il nervo sciatico.
In nazioni come gli USA e l'Italia, dove sussiste un largo mercato di carne non kashèr, i quarti posteriori dell'animale (dove si trovano queste carni proibite) vengono venduti ai gentili, in modo da semplificare il processo. Tale tradizione risale ai secoli passati quando i musulmani locali accettavano come consumabili le carni macellate da ebrei; l'usanza non era però accettata universalmente da tutto il Mondo islamico, alcuni musulmani (particolarmente nel Subcontinente indiano) non accettavano come ḥalāl il quarto posteriore. In Israele, comunque, professionisti con formazione specifica sono impiegati a preparare i quarti posteriori per la vendita kashèr.

### Purificazione
Anche il sangue deve essere eliminato dalla carne, dato che esiste una proibizione biblica contro la consumazione di sangue: Genesi 9.4, Levitico 17.10–14, Deuteronomio 12.23–24. Tutte le grandi arterie e vene vengono rimosse, come anche la carne livida o il sangue coagulato. Successivamente, la carne deve essere espurgata da tutto il sangue rimanente (kasherazione). Il procedimento viene generalmente eseguito lasciando la carne ammollo per circa 30 minuti, coprendola con sale e lasciandola poi scolare. Nelle tradizioni sefardite si lascia in genere il sale su per un'ora intera e si risciacqua poi la carne accuratamente. La carne viene quindi considerata kasherata. Tuttavia, se la carne è stata lasciata per più di tre giorni dopo la macellazione senza essere kasherata, allora si ritiene che il sangue si sia "fermato" (rappreso) nella carne e non è più salvabile per la consumazione, se non quando sia preparata per la cottura alla griglia (o arrostita) con drenaggio adeguato.

## Significato della tradizione ebraica
Le leggi della shecḥitah non vengono descritte nel testo della Torah. Infatti, la Torah riporta soltanto che la macellazione dovrà essere effettuata "come ti ho prescritto" (Deut 12.21). Nell'ebraismo ortodosso questo passo è spesso citato quale prova che Mosè ricevette anche una Torah Orale insieme al testo scritto.

## Leggi in Italia
La normativa sanitaria in materia di macellazione degli animali è dettata dal regolamento CE n. 853/2004 e succ. modifiche e per quanto riguarda il controllo sanitario dal regolamento CE n. 854/2004 e succ. modifiche.
Riguardo al benessere animale durante la macellazione si applica il d.Lgs.vo n.333 del 1 settembre 1998 "Attuazione della direttiva 93/119/CE relativa alla protezione degli animali durante la macellazione o l'abbattimento".
Il Regolamento (CE) 1099/2009 (G.U. dell'Unione Europea n. 303 del 18/11/2009) del 24 settembre 2009 "relativo alla protezione degli animali durante l'abbattimento" ha abrogato la direttiva 93/119/CE ed è applicabile dal 1º gennaio 2013.

### Controversie
Negli ultimi anni attorno al tema si sta sviluppando un dibattito circa la liceità dell'utilizzo di pratiche di macellazione religiosa in deroga alle leggi vigenti che prevedono per tutti casi lo stordimento dell'animale prima della macellazione dello stesso (il rispetto delle regole religiose implicherebbe un incremento della sofferenza dell'animale: questo infatti verrebbe immobilizzato secondo tecniche particolari e ucciso senza essere previamente stordito).
Lo studioso Giancarlo Vesce (già autore di una tabella comparativa tra la "macellazione pietosa", proposta dalle società animalistiche e dalle autorità comunitarie, e la "macellazione rituale" shechitah) afferma - insieme ad altri rappresentanti delle Comunità ebraiche italiane - che un eventuale divieto della shechitah limiterebbe la libertà religiosa di alcune minoranze religiose (non solo ebraiche, quindi) e non sarebbe ingiustificato il dubbio di una discriminazione verso il loro credo religioso. Infatti, l'adozione della "macellazione pietosa", si limiterebbe ad "assopire le coscienze burocratiche e popolane, senza curarsi dell'effettiva capacità dello stordimento di abolire la sofferenza dell'animale."
Recentemente sul tema è stata pubblicata un'inchiesta dall'associazione Animal Equality che documenta con dati e documenti audiovisivi la prassi della macellazione rituale in uno dei 200 centri autorizzati dallo Stato italiano per la macellazione rituale: essa documenterebbe casi di maltrattamento ed evidente sofferenza degli animali destinati alla macellazione. La stessa associazione punta ad estendere in tutta Europa il divieto di queste pratiche (sia legate alla religione ebraica che a quella islamica) già attivo in Polonia, Svizzera, Austria e Danimarca.
A questo proposito, è utile ricordare che, nonostante la pressione delle associazioni per la protezione degli animali, la proposta di regolamento del Consiglio dell'Unione europea (Regulation on the protection of animals at the time of killing),  relativa alla protezione degli animali durante la macellazione o l'abbattimento, ribadiva l'importanza di tenere in considerazione le esigenze particolari di certi riti religiosi: l'ordinamento dell'Unione europea - con Regolamento (CE) n. 1099/2009 - mantiene la disposizione, già contenuta nella Direttiva del 1993, secondo la quale gli Stati Membri possono concedere una deroga all'obbligo di stordire previamente gli animali sottoposti a particolari metodi di macellazione richiesti da determinati riti religiosi.
Dal punto di vista giuridico italiano, il problema della deroga si colloca nella "compatibilità tra il diritto di libertà religiosa (che sta alla base della macellazione rituale) e il rispetto degli animali, che impone di risparmiare loro ogni sofferenza evitabile. Le leggi della maggior parte dei paesi europei (tra cui l'Italia) prevedono apposite deroghe per rendere possibile la macellazione rituale senza previo stordimento dell'animale".
La macellazione pietosa - da delegarsi alla rispettiva autorità sanitaria, che verifica l'"abilità tecnica del personale assegnato a tale pratica" insieme alla "idoneità degli strumenti e dei metodi di stordimento" ed eventuale iugulazione - mediante stordimento è però rifiutata dalla shechitah per motivi igienici e per i succitati motivi di culto, che contemplano ordini e specie di animali diversi, distinguendone gli organi e con precise prescrizioni alimentari. La shechitah è un atto sacro, che affermerebbe il rispetto dell'animale da macellare, prevedendo solo poche inderogabili regole atte a ridurne la sofferenza, tra le quali non è contemplato lo stordimento perché «rischia di provocare emorragie cerebrali che renderebbero l'animale impuro».

## Critiche alla shechitah
Stordimento non richiesto
     Stordimento post-taglio richiesto
     Stordimento simultaneo richiesto
     Stordimento pre-taglio richiesto
     Vietata la macellazione rituale
     Nessun dato

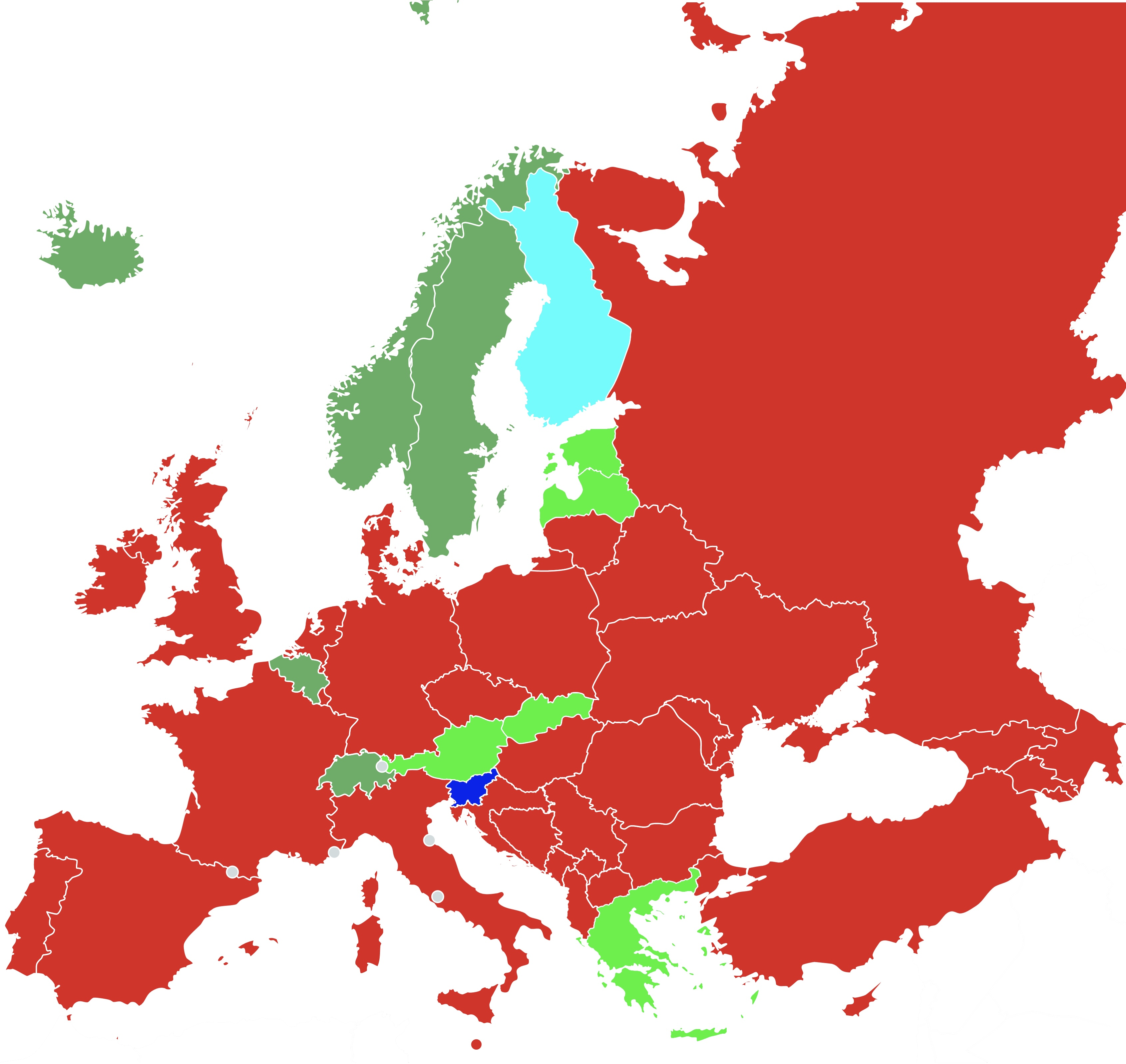
Requisiti legali per la macellazione rituale in Europa (2018):
Stordimento non richiesto
Stordimento post-taglio richiesto
Stordimento simultaneo richiesto
Stordimento pre-taglio richiesto
Vietata la macellazione rituale
Nessun dato

La macellazione rituale, sia ebraica che islamica (dhabīḥa), viene pesantemente criticata da partiti politici, organizzazioni non governative, associazioni laiche, umaniste, veterinarie e animaliste che difendono i diritti degli animali e la tutela del loro benessere; motivo di contrasto sono le ulteriori e inutili sofferenze causate agli animali, che sono costretti a rimanere coscienti durante il proprio dissanguamento senza venire preventivamente storditi, oppure vengono storditi con metodi altrettanto cruenti. Viene inoltre criticata, soprattutto da associazioni laico-umaniste favorevoli alla secolarizzazione della società, la concessione in uno Stato laico di deroghe per ragioni religiose alle norme legislative/sanitarie in vigore che regolano la macellazione. In linea generale, il contrasto fra i precetti religiosi che prevedono la macellazione rituale degli animali e la sofferenza causata a questi ultimi rientra nel campo della bioetica, e più specificamente nel dibattito morale tra il vegetarianismo e l'alimentazione carnivora.

### Regolamentazione nell'Unione europea
Nella legislazione europea, la macellazione rituale si configura quale deroga al Reg. (CE) n. 1099/2009 (Regolamento (CE) n. 1099/2009 del Consiglio, del 24 settembre 2009, relativo alla protezione degli animali durante l’abbattimento), entrato in vigore il 1º gennaio 2013. Il Regolamento, che impone una maggiore attenzione al benessere degli animali, conferma il diritto degli Stati membri di consentire una deroga all'obbligo dello stordimento preventivo l'abbattimento.
La libera scelta riconosciuta a ciascun Paese membro ha portato a un quadro europeo estremamente eterogeneo, in cui convivono:
- paesi dove la macellazione rituale è proibita (Slovenia e Svizzera);[40]
- paesi dove la macellazione rituale è consentita solo previo stordimento o sedazione dell'animale e solo in locali specificamente autorizzati (Austria e Finlandia);[40]
- paesi che prevedono lo stordimento o la sedazione dell'animale prima della soppressione (Belgio, Danimarca, Islanda, Liechtenstein, Norvegia, Svezia);[40]
- paesi che non prevedono lo stordimento né la sedazione prima della soppressione (Grecia, Cipro, Estonia, Lettonia, Lussemburgo, Paesi Bassi, Polonia);[40]
- paesi che la consentono senza lo stordimento dell'animale purché in locali specificamente autorizzati (Francia, Germania, Italia, Lituania, Spagna).[40]